# Danh sách nhân vật trong Lum
Đây là danh sách về các nhân vật trong tác phẩm Urusei Yatsura của Takahashi Rumiko. Bộ truyện tranh Urusei Yatsura có dàn nhân vật đông đảo do Rumiko Takahashi tạo ra. Kể về câu chuyện của thiếu niên Nhật Bản Ataru Moroboshi và cô người ngoài hành tinh Lum, người tin rằng cô là vợ của Ataru sau khi anh vô tình cầu hôn cô. Bộ truyện có nhiều nhân vật khác, những người có những đặc điểm khác thường và tính cách lập dị dẫn dắt hầu hết các câu chuyện. Ngoài người ngoài hành tinh, còn bao gồm nhiều sự xuất hiện của các nhân vật trong thần thoại và lịch sử Nhật Bản.

## Nhân vật chính
- Moroboshi Ataru (諸星あたる (Chư Tinh Đương)?): Lồng tiếng bởi Furukawa Toshio (loạt anime đầu tiên) và Hiroshi Kamiya (phần remake).

Ataru Moroboshi là nhân vật nam chính. Trong truyện, Ataru 17 tuổi, là học sinh lớp 2-4 trường THPT Tomobiki, được xem là người kém may mắn: sinh ra vào Thứ Sáu ngày 13, trong cơn động đất, cũng là ngày Phật diệt (Butsumetsu) - ngày xui xẻo nhất của Âm lịch. Một ngày nọ, khi hành tinh Quỷ (tiếng Nhật: Oni, 鬼) có tham vọng xâm lược Trái đất, ông Invader - thủ lĩnh bộ tộc Quỷ đưa ra điều kiện con người phải chiến thắng trong cuộc thi đuổi bắt và cho biết máy tính của ông đã chọn ngẫu nhiên thí sinh con người là Ataru và thí sinh quỷ là Lum Invader - con gái của ông. Shinobu Miyake - người Ataru mến nhất những tập đầu truyện hứa với cậu rằng nếu thắng cuộc thì 2 người họ sẽ kết hôn. Vì vậy Ataru mất nhiều mồ hôi công sức để dành chiến thắng, và sau khi thắng được Lum, cậu phấn khích la lớn "sắp được lấy vợ rồi!". Toàn bộ khán giả bao gồm Shinobu, cha mẹ Ataru và cha của Lum nghe được, hiểu lầm Ataru muốn cưới Lum làm vợ, liền ra sức ủng hộ. Shinobu tức giận bỏ đi, còn Lum thì từ đó đem lòng yêu mến, dọn sang ở cùng Ataru.
Một trong những bản tính đặc trưng của Ataru là háo sắc. Mơ ước của cậu là được các cô gái đẹp vây quanh, bao gồm Lum và những người bạn ngoài hành tinh của cô. Khi thấy bất cứ người con gái nào (cho dù độc thân hay đã kết hôn và có con), cậu đều chạy đến hỏi tên, số điện thoại và địa chỉ. Vì vậy Ataru luôn làm Lum ghen và bị cô giật điện (phát ra điện và sấm sét là một trong những khả năng phi thường của Lum, bên cạnh khả năng bay lượn) nhưng cậu vẫn không chừa.
Ataru nổi tiếng lười biếng, học dốt nhưng thực chất khá thông minh, biết xoay chuyển tình huống sang hướng có lợi. Ataru luôn chạy trốn Lum, công khai tán tỉnh cô gái khác nhưng trong lòng lại rất yêu và xem Lum là một phần không thể thiếu trong cuộc sống, mặc dù không dám thừa nhận việc này. Bằng chứng là Ataru tìm cách phá đám Lum đi xem mắt; không vui khi Mendo Shutaro, một học sinh khác của lớp 2-4 theo đuổi Lum; và khóc rất nhiều khi biết Lum bỏ cậu về hành tinh của mình. 
- Lum (ラム (Lạp Mỗ)?): Lồng tiếng bởi Fumi Hirano (loạt anime đầu tiên) và Sumire Uesaka (phần remake).

Lum (ラム, Ramu ) là nhân vật nữ chính. Cô là một người ngoài hành tinh Oni xinh đẹp (dịch sang tiếng việt là "quỷ"), người có khả năng bay và tạo ra những cú sốc điện và thậm chí cả sét (giống như thần sấm sét Raijin). Người ta thường thấy cô mặc bộ trang phục đặc trưng của mình là bộ bikini sọc hổ và đôi bốt cao đến đầu gối.  Sau khi hiểu sai lời của Ataru là lời cầu hôn, Lum nhanh chóng đồng ý kết hôn với con người là Ataru. Khi Ataru vô tình gánh một khoản nợ không thể trả nổi cho một tài xế taxi ngoài hành tinh bắt đầu cướp dầu từ khắp nơi trên Trái đất, Lum đồng ý trả hết nợ để đổi lấy việc được phép sống tại nhà Moroboshi. Mặc dù cực kỳ nổi tiếng với đàn ông nhưng ước mơ duy nhất trong đời của Lum là được ở bên Ataru, người mà cô gọi mình là "Darling - anh yêu". Nếu cô và Ataru cãi nhau, Lum hay trốn về con tàu vũ trụ mà cô để phía trên nhà Moroboshi. Mặc dù nhìn chung là tốt bụng, ngọt ngào, chung thủy và ngây thơ, nhưng Lum cũng có tính khí rất nóng nảy, thường nhắm vào Ataru khi anh cứ tán tỉnh những phụ nữ khác. Cô có cách nói chuyện độc đáo, giống như những cô gái trẻ Nhật Bản đang cố tỏ ra dễ thương quá mức. 

## Con người

### Lớp 2-4 (Trường Tomobiki)
- Mendō Shutaro (面堂終太郎 (Diện Đường Chung Thái Lang)?) là người thừa kế của tập đoàn Mendo với khối tài sản đáng kinh ngạc và sở hữu một quân đội riêng. Sau khi chuyển đến trường trung học Tomobiki, cậu và Ataru ngay lập tức trở thành kẻ thù. Mặc dù rất đẹp trai, quyến rũ và thông minh, nhưng đôi khi Mendo không thể khuất phục trước thói biến thái và giống Ataru, chỉ có điều cách tiếp cận của cậu tôn trọng và tinh tế hơn. Cả hai giống nhau hơn nhiều so với mức mà một trong hai người muốn thừa nhận. Shutaro cực kỳ coi trọng vai trò người thừa kế khối tài sản khổng lồ của gia tộc Mendo. Là hậu duệ của một gia đình samurai, Shutaro thường mang theo một thanh katana bên mình, thứ có thể bay vào mặt Ataru bất cứ lúc nào. Cậu còn có một đội những người đàn ông đeo kính râm đóng vai trò là thuộc hạ riêng của mình. Mendo rất thích bạch tuộc và nuôi một số lượng lớn như thú cưng trung thành. Cậu có mối quan hệ kỳ quái với em gái mình, Ryoko. Mendo tự ái, tính tình không bình thường và sợ bóng tối. Nhưng do tính kiêu ngạo của mình, nỗi ám ảnh của cậu biến mất một cách nhanh chóng khi anh bị các cô gái phát hiện. Những nữ sinh ở trường đã thành lập một câu lạc bộ người hâm mộ Mendo và họ sẽ làm mọi cách để bảo vệ cậu ta. Mặc dù Shinobu là người thân thiết nhất số các cô gái thích cậu nhưng Mendo lại có tình cảm với Lum, chấp nhận sự hiện diện của Ataru để được gần cô. Cậu được lồng tiếng bởi Akira Kamiya (loạt anime đầu tiên) và Mamoru Miyano (phần remake)
- Miyake Shinobu (三宅しのぶ (Tam Trạch Nhẫn)?) là bạn thời thơ ấu và bạn cùng lớp của Ataru. Ở đầu truyện, cô ấy cũng là bạn gái của Ataru, nhưng sự xuất hiện của Lum đã khiến mối quan hệ trở nên căng thẳng. Shinobu tuyên bố rằng nếu Ataru thắng trò chơi đuổi bắt, cô sẽ kết hôn với cậu ta, điều này khuyến khích Ataru giành chiến thắng, nhưng tiếng kêu chiến thắng của Ataru dẫn đến sự hiểu lầm và Lum đồng ý kết hôn với cậu. Shinobu là một cô gái trẻ gọn gàng, ngọt ngào và nhỏ nhắn. Bất chấp những đặc điểm nữ tính này, cô lại thường thể hiện sức mạnh siêu phàm, có thể dễ dàng ném bàn học hoặc nâng bất kỳ vật lớn/nặng nào khác khi cần thiết; tuy nhiên, sức mạnh này chỉ thể hiện khi tức giận liên quan đến Lum hoặc Ataru. Khi Shutaro Mendo đến trường của họ, Shinobu, giống như tất cả các cô gái khác trong lớp, nảy sinh tình cảm với cậu ta ngay từ cái nhìn đầu tiên. Điều này khiến cô nghi ngờ tình cảm của mình dành cho Ataru, và biến mối tình tay ba của cô, Ataru và Lum, thành một mối tình vướng mắc bốn chiều. Tuy nhiên, khi bộ truyện tiếp tục phát triển, Shinobu từ bỏ cả Ataru và Shutaro và cuối cùng gặp Inaba, người mà cuối cùng cô đã chấp nhận. Cô được lồng tiếng bởi Saeko Shimazu (loạt anime đầu tiên) và Maaya Uchida (phần remake).

- Fujinami Ryunosuke (藤波竜之介 (Đằng Ba Long Chi Giới)?) biệt danh "Ryu" (竜), là một nữ sinh trường trung học Tomobiki được người cha lập dị của mình dạy dỗ như một con trai. Muốn có một người thừa kế là nam để tiếp quản quán cà phê bãi biển của gia đình, cha của Ryunosuke đã đặt cho cô một cái tên nam tính và nuôi dạy cô như thế suốt đời. Mặc dù Ryunosuke muốn sống như một cô gái nhưng cha cô đã làm mọi cách để ngăn chặn điều này và thậm chí không cho cô cơ hội mặc thử quần áo nữ. Vì vậy, cô mặc đồng phục nam sinh ở trường và thường bị nhầm là nam. Ryunosuke tốt bụng nhưng được nuôi dạy để chiến đấu và thường xuyên hai người gây lộn nhau trong những cuộc chiến tàn khốc, một trong số đó dẫn đến việc quán cà phê bị phá hủy. Cả hai chuyển đến trường trung học Tomobiki mà Ryunosuke theo học trong khi cha cô điều hành cửa hàng của trường. Cả hai giới tính nam và nữ đều bị Ryunosuke thu hút; chẳng hạn, cô nhận được nhiều thiệp Ngày lễ tình nhân hơn cả Mendo. Cô khá nhạy cảm khi được gọi là con trai và sẽ làm hầu hết mọi cách để thuyết phục người chưa biết rằng mình thực chất là con gái; thường khi điều này xảy ra, cha cô sẽ đột ngột xuất hiện chỉ để can thiệp và khiến họ tin rằng cô là con trai. Mong muốn lớn nhất của Ryunosuke là cư xử phù hợp với giới tính của mình, nhưng cô lớn lên không có hình mẫu phụ nữ nào và do đó không thực sự biết điều đó đòi hỏi điều gì. Điều trầm trọng hơn là cha của Ryunosuke thường xuyên nói dối cô để thỏa mãn mong muốn của bản thân, và cô không bao giờ có lý do gì để tin ông. Ryunosuke được lồng tiếng bởi Mayumi Tanaka (loạt anime đầu tiên) và Ayahi Takagaki (phần remake).
- Cherry (チェリー, Cherī) là một tu sĩ Phật giáo lang thang, người thường xuyên xuất hiện bất ngờ để dự đoán về sự diệt vong cho Ataru. Trong anime, sự xuất hiện của ông ta ngay sau đó là một vụ nổ lớn (có thể chỉ mang tính hài hước hoặc gây thiệt hại thực sự cho khu vực). Tên thật của ông ấy là Sakuranbo (錯乱坊), có nghĩa đen là "quả anh đào" trong tiếng Nhật. Nhưng vì chữ kanji có thể được đọc có nghĩa là "nhà sư thác loạn", một cụm từ khá chính xác khi mô tả về ông, nên ông thích được gọi bằng từ tiếng Anh hơn vì ông cho rằng đời sống xuất gia rất giống một quả anh đào "ngọt ngào bên ngoài và cốt lõi bên trong". Cherry có sức mạnh tâm linh đáng kinh ngạc, nhưng dường như không phải lúc nào cũng có thể kiểm soát hoàn toàn chúng. Khuôn mặt xấu xí và vóc dáng rất thấp của ông ta thường được sử dụng để tạo hiệu ứng hài hước hoặc thậm chí để phòng thủ trước những kẻ tấn công. Cherry đã phát nguyện sống khổ hạnh, sống trong một căn lều ở một khu đất trống cách nhà Ataru không xa. Tuy nhiên, lời thề của ông ta dường như không áp dụng cho đồ ăn, vì ông cực kỳ háu ăn và thường đề nghị phục vụ để đổi lấy một bữa ăn miễn phí (hoặc đơn giản là ngang nhiên ăn đồ ăn của người khác dù không có ý định giúp đỡ gì). Cherry được lồng tiếng bởi Ichiro Nagai (loạt anime đầu tiên) và Wataru Takagi (phần remake).
- Sakura (サクラ) là một nữ tu sĩ Shinto hay miko, người cũng kiếm sống bằng nghề y tá tại trường trung học Tomobiki. Lần đầu tiên cô xuất hiện thì là một phụ nữ trẻ ốm yếu, người đề nghị trừ tà cho Ataru. Trong quá trình đó, các linh hồn trú ngụ trong cô chuyển sang Ataru - chàng trai trẻ kém may mắn, khiến cô hoàn toàn khỏe mạnh. Mẹ cô là em gái song sinh của Cherry, nhưng không giống họ, Sakura cao, mảnh mai và có cơ thể hấp dẫn. Điều này gây cho cô ấy vô số vấn đề đáng kinh ngạc; từ những chàng trai dâm đãng của trường, đối với cả lũ quỷ, vẻ đẹp của cô thu hút rất nhiều sự chú ý không mong muốn. Cô đã đính hôn với Tsubame Ozuno (尾津乃つばめ), người đã học phép thuật ở phương Tây, mặc dù anh ta không giỏi lắm về nó lắm. Giống như chú của mình - Cherry, Sakura có sở thích ăn uống vô cùng kinh khủng đến mức đôi khi họ phải tranh nhau đồ ăn. Sakura cực kỳ mạnh mẽ và có thể triệu hồi những sinh vật hôi hám và nguy hiểm từ văn hóa dân gian Nhật Bản nhờ vào quá trình huấn luyện thần bí của mình. Lồng tiếng bởi Machiko Washio (loạt anime đầu tiên) và Miyuki Sawashiro (phần remake).
- Shirai Kosuke (白井コースケ (Bạch Tỉnh Hạnh Trợ)?) là bạn cùng lớp tàn nhang và là bạn thân nhất của Ataru. Anh ấy thường tham gia vào những trò nghịch ngợm thường ngày của Ataru. Mặc dù có vẻ thầm thích Lum và Sakura giống như tất cả các nam sinh khác nhưng anh đã có bạn gái riêng. Hoạt hình duy nhất mà Kosuke xuất hiện là The Obstacle Course Swim Meet OVA. Trong các bản chuyển thể hoạt hình khác, vai diễn của anh ấy được giao cho Biệt động quân của Lum, thường là Perm. Anh được lấy tên của mình từ biên tập viên lúc bấy giờ của Takahashi tại Shogakukan. Kosuke được lồng tiếng bởi Kappei Yamaguchi.
- Giáo viên (温泉マーク, ♨ Onsen Māku) là giáo viên chủ nhiệm của lớp Ataru tại trường trung học Tomobiki. Một người đàn ông trung niên, sở thích duy nhất của ông là dạy học, nhưng ông ta thất bại do liên tục bị gián đoạn trong giờ học. Biệt danh của ông dịch theo nghĩa đen là "dấu onsen", ám chỉ đến biểu tượng Nhật Bản tượng trưng cho suối nước nóng được in trên khắp quần áo của ông (trong anime, biểu tượng này chỉ có trên cà vạt và mặt sau áo khoác của ông). Đầu series, ông tuyên bố đã có vợ và con. Trong anime, ông sống cuộc đời của một kẻ thất bại, sống trong một căn hộ chung cư tồi tàn, với tình yêu đơn phương dành cho Sakura. Được lồng tiếng bởi Michihiro Ikemizu (loạt anime đầu tiên) và Kenta Miyake (phần remake).

## Người ngoài hành tinh
Benten (弁天): là thành viên của tộc người ngoài hành tinh Fukujin và là bạn thời thơ ấu của Lum, cùng với Oyuki và Ran, những người mà cô học cùng trường tiểu học. Benten là một "cô gái đi xe đạp không gian", mặc bộ bikini dạng tấm, đi vòng quanh bầu trời trên một chiếc airbike và mang theo một khẩu bazooka công nghệ cao. Gia tộc của cô và gia tộc Oni của Lum tổ chức một trận chiến thường niên trên hành tinh quê nhà của họ trong thời điểm xuân phân. Ngoài việc là một chiến binh cận chiến giỏi và có khẩu bazooka nói trên, cô dường như không có sức mạnh đặc biệt nào. Khi còn nhỏ, Benten và Lum thường gây rắc rối khiến Ran bị thương. Nhân vật của cô được đặt theo tên của Benzaiten, nữ thần kiến thức, nghệ thuật và sắc đẹp của Thần đạo. Lồng tiếng bởi Yuko Mita (loạt anime đầu tiên) và Shizuka Ishigami (phần remake).
Oyuki (おユキ): là nữ hoàng của Sao Hải Vương, một hành tinh băng giá, đầy tuyết và toàn bộ cư dân là phụ nữ, vì hầu hết đàn ông đều đi tìm việc làm. Cô là bạn thời thơ ấu của Lum, Benten và Ran, những người mà cô ấy học cùng trường tiểu học. Trong số bốn người, cô ấy là người duy nhất không bao giờ gặp rắc rối, do tính cách lạnh lùng nên cô sẽ từ chối tham gia. Oyuki rõ ràng được mô phỏng theo yuki-onna (nghĩa đen là "người phụ nữ tuyết") trong văn hóa dân gian Nhật Bản, có sức mạnh điều khiển và tạo ra băng, tuyết và cái lạnh cực độ. Cô có thể sử dụng các lối đi không gian để du hành hoặc gửi vật phẩm qua đó. Thường mặc một bộ kimono dài thanh lịch, cô ấy ăn nói nhỏ nhẹ, phong thái vương giả và rất chậm bộc lộ sự tức giận. Ran dường như có thể cảm nhận được sự tức giận của Oyuki, dù là thật hay tưởng tượng, mặc dù cô ấy không bao giờ để người khác tin khi cô tỏ ra sợ hãi về điều đó. Cô được lồng tiếng bởi Noriko Ohara (loạt anime đầu tiên) và Saori Hayami (phần remake). 
Ran (ラン): là một người ngoài hành tinh thuộc chủng tộc và hành tinh không xác định. Trong thời thơ ấu, Ran đã trở thành bạn thân nhất của Lum, Benten và Oyuki, những người bạn học cùng trường tiểu học với cô. Khi còn nhỏ, Ran thường xuyên bị tổn thương hoặc gặp rắc rối vì những trò hề của Lum vô trách nhiệm. Cô yêu Rei, người đã trở thành chồng sắp cưới của Lum. Vì những lý do này, Ran đến Trái đất để trả thù Lum. Bằng cách đăng ký vào trường trung học Tomobiki và giả làm con người, Ran lên kế hoạch cướp Ataru khỏi Lum, chỉ để cô có thể hôn anh và tiêu hao tuổi trẻ của anh. Tuy nhiên, cuối cùng sau khi làm được điều đó, nó đã thất bại do Ataru vô tình uống phải một lọ thuốc thanh xuân. Sau cùng, Ran thay đổi chiến thuật để trả thù 'trực tiếp' Lum, thường lôi kéo mọi người ở gần đó; Những cuộc trả thù này thường được kích hoạt bởi sự hồi tưởng bình tĩnh và thân thiện của cô về quá khứ khiến cô nhớ lại điều gì đó khó chịu. Lồng tiếng bởi Yo Inoue, Kazue Komiya (loạt anime đầu tiên) và Kana Hanazawa (phần remake).
Rei (レイ): là một oni rất đẹp trai và là hôn phu (chồng sắp cưới) của Lum, người thu hút hầu hết mọi cô gái nhìn thấy khuôn mặt của anh, thường khiến những người đàn ông khác thất vọng khi bạn gái/vợ của họ theo đuổi anh ấy. Khi phấn khích, Rei biến thành "ushi-oni", một sinh vật to lớn giống một con vật giữa hổ và bò. Anh ta có một sự thèm ăn vô độ, dường như không quan tâm đến gì khác ngoài thức ăn. Không thể nói được tiếng Nhật, Rei chỉ có thể nói được 1-5 từ mỗi lần và thường cần sổ ghi chú để đọc. Khi còn bé, Ran và Lum đều yêu Rei vì vẻ ngoài của anh; anh đính hôn với Lum, làm tan nát trái tim Ran, khiến cô căm ghét và tìm cách trả thù người bạn thời thơ ấu của mình. Lum cuối cùng đã chia tay Rei, không còn chịu đựng được trí thông minh thấp kém, đơn giản và ham muốn ăn uống vô độ của anh nữa; tuy nhiên, anh đã theo cô đến Trái đất vì muốn làm lành với cô. Anh ta cực kỳ ghen tị với Ataru và biến hình khi tức giận. Rei được lồng tiếng bởi Tesshō Genda (loạt anime đầu tiên) và Katsuyuki Konishi (phần remake).
Ten (テン): là em họ người ngoài hành tinh Oni bé tí của Lum, người bắt đầu sống cùng cô trên Trái đất. Cậu bé có một chiếc sừng sau đầu, có thể thở ra lửa, bay rất chậm và mặc một chiếc tã sọc hổ. Ten và Ataru cực kỳ ghét nhau và thường xuyên đánh gây lộn, Ten hay phun lửa vào Ataru, phá hủy mọi thứ xung quanh. Cả hai có xu hướng thể hiện một số điểm tương đồng trong tính cách, bao gồm cả việc theo đuổi con gái. Ở một khía cạnh nào đó, họ giống như anh em. Ten phải lòng Sakura, nhưng không giống như Ataru, cậu thành công hơn trong việc đến gần cô hơn bằng cách sử dụng sự dễ thương theo lứa tuổi và sự ngây thơ của mình. Cậu ấy thường được các nhân vật nam gọi là "Jari-Ten" (ジャリテン). Trong tiếng Nhật, việc thêm "jari-" tương tự như "nhóc phiền phức" hoặc "nhóc con". Cha mẹ của Ten không bao giờ ở bên cạnh vì họ phải làm việc rất nhiều; Mẹ của Ten (テンの母, Ten no Haha) là một lính cứu hỏa lái xe máy bay, người rất ghét bất cứ ai nghịch lửa, do đó, Ten thường sẽ vâng lời khi cô kiểm tra cậu bé. Ten xuất hiện trong anime sớm hơn nhiều so với trong manga. Trong anime, cậu bé đến Trái đất trên một con tàu vũ trụ bên trong một "quả đào" để sống với Lum khi sức mạnh Oni của cậu lần đầu tiên bộc lộ. Ten được lồng tiếng bởi Kazuko Sugiyama (loạt anime đầu tiên) và Aoi Yūki (phần remake).
Kurama (クラマ): là công chúa của chủng tộc ngoài hành tinh Karasutengu ("quạ yêu tinh"). Khi chủng tộc của họ sắp diệt vong và không có người đàn ông nào trên hành tinh của họ, Kurama được đặt trong một giấc ngủ đông lạnh trong khi những hầu hạ của cô tìm kiếm những hành tinh khác để tìm một người bạn đời phù hợp, người sẽ đánh thức cô bằng một nụ hôn. Thật không may cho cô, người đã chọn Ataru cho công việc này. Cha của Kurama là Yoshitsune Minamoto, một nhân vật huyền thoại của lịch sử Nhật Bản, người mà cô coi là người đàn ông lý tưởng của mình. Cô tấn công bằng một chiếc lá lớn, thường thổi bay người khác bằng gió, nhưng nó cũng có nhiều chức năng khác. Cô được lồng tiếng bởi Rihoko Yoshida (loạt anime đầu tiên) và Nana Mizuki (phần remake).

## Nhân vật khác
Ryoko Mendo (面堂了子, Mendō Ryōko ): là em gái của Shutaro. Ryoko là một cô gái hư hỏng, trò giải trí duy nhất của cô dường như là việc tạo ra và thực hiện những kế hoạch phức tạp nhằm mục đích khiến anh trai cô phát điên. Đôi khi, chỉ để cho vui, cô tán tỉnh Ataru, người mà anh trai cô đã cấm đặt chân vào dinh thự đồ sộ của Mendo (điều đó không bao giờ ngăn cản nổi Ataru). Âm mưu của cô thường xuyên kéo Lum và bạn bè của cô đi cùng và gây ra thiệt hại lớn cho tất cả những người có liên quan, đặc biệt là Shutaro, ngoại trừ cô. Cô được chăm sóc bởi Kuroko - người đeo mặt nạ, người thực hiện mọi mong muốn của cô. Ryoko nói rằng cô ấy yêu đối thủ của Shutaro là Tobimaro Mizunokoji, nhưng ta không chắc liệu cô ấy có nghiêm túc hay không vì cô cũng đã nói điều tương tự về Ataru. Cô xuất sắc trong việc đóng vai người ngoài cuộc vô tội, ngay cả khi chính cô sắp đặt tất cả các cuộc tàn sát xung quanh mình. Ryoko được lồng tiếng bởi Mami Koyama (loạt anime đầu tiên) và Marina Inoue (phần remake).
Tobimaro Mizunokoji (水乃小路飛麿, Mizunokōji Tobimaro) là con trai của gia tộc đồ thể thao Mizunokoji và là đối thủ của Mendo. Được Mendo đặt biệt danh là "Ton" (トン), cả hai đã là đối thủ của nhau từ khi còn nhỏ do gia đình Mendo thuộc dòng dõi samurai và gia đình Mizunokoji là dòng dõi quý tộc. Sau khi Tobimaro thua trong một trận đấu liên quan đến bóng chày khi còn nhỏ, anh đã tập luyện trên núi để trả thù, mỗi năm xuống núi một lần để thách đấu Mendo; Cho đến nay, tất cả 11 trận đấu đều hòa. Mặc dù có khối tài sản kếch xù nhưng anh không lợi dụng nó như cách Mendo - đối thủ của mình làm, thay vào đó chọn mặc một chiếc áo choàng samurai rách rưới và mang theo gậy bóng chày trên lưng. Cũng không giống Mendo, tùy tùng riêng của Tobimaro đều là phụ nữ đeo kính râm. Anh cũng thể hiện khả năng kỳ lạ là có thể ăn gần như bất cứ thứ gì đưa vào miệng và nôn ra hoàn toàn, đặc biệt là bóng chày. Tobimaro áp dụng cách tiếp cận của một chiến binh trong trận đấu bóng chày, tin rằng đó là vấn đề về sự sống và cái chết và không có chỗ cho phụ nữ. Tuy nhiên, có một người con gái trong cuộc đời anh: Ryoko, em gái của Shutaro, người khiến anh sợ đến chết vì sở thích tra tấn của cô. Sau khi biết về sự tồn tại em gái của mình, Asuka, và cô nhanh chóng phát triển nỗi sợ hãi đàn ông, Tobimaro từ chối chấp nhận tình yêu sai lầm của cô dành cho anh, bất chấp nỗi đau thường xuyên và tổn thương cơ thể cực độ. Mặc dù anh mang trong mình vẻ ngoài cao quý nhưng sự vụng về của mình đã làm hỏng điều đó. Đôi mắt của anh có đồng tử hình ngôi sao, điều mà Takahashi đã làm khi bắt chước một bộ truyện tranh thể thao những năm 1970; sau đó cô biến nó thành đặc điểm nổi bật của toàn bộ gia đình Mizunokoji (ngoại trừ cha của Tobimaro, con rể nuôi của gia đình Mizunokoji). Tobimaro được lồng tiếng bởi Kazuhiko Inoue và Bin Shimada (loạt anime đầu tiên) và bởi Yuki Kaji (phần remake).  
Asuka Mizunokoji (水乃小路飛鳥) là em gái của Tobimaro. Theo truyền thống của gia đình Mizonokoji, cô gái rất xinh đẹp và nhỏ nhắn bị cô lập với bất kỳ tất cả đàn ông nào từ khi cô sinh ra cho đến năm 16 tuổi, lúc đó một omiai sẽ được tổ chức để cô kết hôn. Vì vậy, ngay cả anh trai cô cũng không hề biết đến sự tồn tại của cô cho đến lúc đó. Nhờ được huấn luyện hàng ngày và di truyền mà cô ấy thừa hưởng từ mẹ mình, cô cực kỳ mạnh mẽ (từng xé nát một chiếc xe tăng bọc thép hoàn toàn và biến nó thành một bộ áo giáp tạm thời mặc nó bằng tay không), cũng như rất tài năng trong thể thao (có thể chạy 100 mét trong vòng 12 giây trong khi mặc bộ áo giáp nặng 200 kg). Tuy vậy, cô ấy cực kỳ rụt rè và sợ hãi đàn ông (do sự cô lập từ bé), một phần vì người đầu tiên cô ấy gặp là Ataru Moroboshi. Bây giờ bất cứ khi nào cô nhìn thấy một người con trai nào, cô đều đẩy người đó ra và hét lên "Á á á! Đàn ông!" ("Aa~! Otokoo~!") (ああ～!おとこ～～! ), và chạy với tốc độ cao trước tất cả lũ con trai, không chú ý đến bất kỳ chướng ngại vật nào không may cản đường cô (chẳng hạn như các tòa nhà). Do lớn lên mà thậm chí không biết đến sự tồn tại hay "nam giới" là gì, Asuka rất bối rối về vai trò giới tính và mối quan hệ gia đình. Do lời giải thích ban đầu về chủ đề này không được nhận rõ ràng, cô cảm thấy có sự thôi thúc lãng mạn đối với anh trai mình, Tobimaro, và thường lẻn vào giường của anh ấy vào ban đêm. Ngoài ra, cô còn tin rằng Shuutaro Mendo cũng là “anh trai” của mình vì cô từng tình cờ nghe được Ryoko Mendo gọi anh như vậy. Asuka đính hôn với Shuutaro, theo sự sắp đặt của cha mẹ họ, như một biện pháp chấm dứt sự cạnh tranh lâu đời của gia đình Mendo-Mizunokoji. Thật không may, vì một cái "ôm nhẹ" đơn giản từ cô ấy đã khiến nhiều xương gãy và nội thương cho Mendo, nên có vẻ như mối quan hệ này sẽ khó có thể viên mãn vì Mendo sợ bị nghiền nát. Cô được lồng tiếng bởi Sumi Shimamoto (loạt anime đầu tiên) và MAO (phần remake).
Hiệu trưởng giấu tên (校長先生, Kōchō-sensei): hiệu trưởng của trường trung học Tomobiki là một người đàn ông hói đầu và đeo kính. Ông ấy luôn rất bình tĩnh, hiếm khi phản ứng trước những điều kỳ lạ xảy ra ở trường. Ông thường tổ chức các cuộc thi và chuyến đi chơi kỳ lạ cho học sinh nhằm nâng cao tinh thần học đường, nhưng chúng không bao giờ diễn ra như ông ấy dự định. Hiệu trưởng được lồng tiếng bởi Tomomichi Nishimura. 
Cha của Ryunosuke (竜之介の父, Ryūnosuke no Chichi): là một người đàn ông hống hách và độc đoán, ông ép con gái mình, Ryunosuke Fujinami, phải cư xử như một đứa con trai. Gia đình Fujinami đã ba thế hệ điều hành một quán cà phê nhỏ trên bãi biển và ông mong muốn một ngày nào đó sẽ có một người thừa kế nam tiếp quản công việc kinh doanh từ ông. Tuy nhiên, người vợ quá cố Masako (真砂子) của ông chỉ để lại cho ông một đứa con gái nên ông đặt cho cô cái tên nam tính là Ryunosuke và nuôi nấng cô khi còn bé. Mặc dù Ryunosuke muốn sống như một cô gái nhưng cha cô đã làm mọi cách để ngăn chặn điều này và thậm chí từ chối cho cô cơ hội mặc thử quần áo phụ nữ. Sau khi nuôi Ryunosuke và dạy cách chiến đấu, cả hai liên tục đánh nhau, một trong số đó dẫn đến việc quán cà phê của gia đình bị phá hủy. Cả hai chuyển đến Tomobiki, nơi Ryunosuke đăng ký học và cha cô điều hành cửa hàng của trường để tiết kiệm tiền và xây dựng lại quán cà phê. Ông Fujinami cũng nói dối con gái mình về bất cứ điều gì phù hợp với nhu cầu hoặc mong muốn của ông, và đã làm như vậy kể từ khi cô còn nhỏ. Điều ông Fujinami nói dối nhiều nhất chính là vợ ông, chỉ sẵn sàng nói những điều chung chung như “cô ấy xinh đẹp” chứ không bao giờ đưa ra thông tin thật; Đây là một điều khó khăn đối với Ryunosuke khi cố gắng phản đối, vì cô thực lòng muốn biết về mẹ mình, khiến cô thường xuyên mắc phải một số thủ đoạn nào đó dưới bàn tay của cha mình. Tuy nhiên, có thể ông đã quên mất mặt vợ ông trông như thế nào. Cha của Ryunosuke luôn mặc một chiếc áo sơ mi có in dòng chữ "I ❤ the Ocean (海が好き, Umi ga Suki) và tên quán cà phê gia đình là "We ❤ the Ocean". Ông được lồng tiếng bởi Masahiro Anzai (loạt anime đầu tiên) và Shigeru Chiba (phần remake).

#### Nagisa Shiowatari
Nagisa Shiowatari (潮渡渚, Shiowatari Nagisa) là chồng sắp cưới của Ryūnosuke. Cha anh là bạn thân của cha Ryūnosuke và hai người họ điều hành Hamachaya thứ hai. Mặc dù là con trai nhưng anh đã được nuôi dạy và do đó có ngoại hình và cách cư xử giống một cô gái. Giống như ngoại hình, tính cách của Nagisa cũng giống một cô gái, trái ngược hoàn toàn với Ryūnosuke. Anh là người ăn nói nhẹ nhàng và lịch sự, đôi khi rất dễ xúc động (khóc bất cứ lúc nào bị tổn thương). Anh đã yêu Ryūnosuke ngay lần gặp đầu tiên của họ và cố gắng giành được một nụ hôn từ cô để anh có thể yên nghỉ. Nagisa sinh ra là con trai của cha anh, ông Shiowatari và một người mẹ giấu tên. Mẹ anh đã rời bỏ gia đình, dù qua đời hay ly hôn, và cha anh trở thành người giám hộ duy nhất của Nagisa. Nagisa đã làm việc chăm chỉ ngay từ khi còn nhỏ, học các nghệ thuật nội trợ dành cho phụ nữ cũng như sự khắc nghiệt của công việc phục vụ bàn tại một quán cà phê bên bờ biển. Để bổ sung cho khoản lợi nhuận ít ỏi của gia đình, Nagisa đã tự học nghệ thuật Sumo, thi đấu trong các giải đấu hàng năm được tổ chức trên những bãi biển nơi người Shiowatari sinh sống. 
Luôn mong muốn có một cô con gái giúp mình điều hành quán cà phê bên bờ biển và đặc biệt là thực hiện lời hứa với người bạn thân nhất của mình, ông Fujinami rằng con của họ sẽ kết hôn, cha của Nagisa đã chọn nuôi dạy con trai Nagisa của mình khi còn là con gái. Trong khi Ryūnosuke lớn lên mà không biết gì về kế hoạch gả cô cho con của người bạn Shiowatari của ông, thì Nagisa lớn lên biết rằng anh sẽ cưới Ryūnosuke, và đã say mê cô ngay từ cái nhìn đầu tiên.
Nagisa được lồng tiếng bởi Yayoi Mitsuki (loạt anime đầu tiên) và Ayumu Murase (phần remake 2022).

### Cha mẹ của Ataru
Cha của Ataru (あたるの父, Ataru no Chichi) là một người làm công ăn lương Nhật Bản điển hình. Mặc yukata khi ở nhà, ông mong muốn một cuộc sống gia đình tốt đẹp và yên tĩnh. Trong anime, ngôi nhà của ông thường xuyên bị phá hủy, khiến ông phải than thở về khoản thế chấp. Ông ấy thường được miêu tả là đang đọc báo, thứ mà ông ấy dường như có vô số bản sao khi ông lôi một tờ báo khác ra sau khi ai đó lấy đi hoặc phá hủy nó. Im lặng, rụt rè và có rất ít phẩm giá, ông cố gắng hết sức giấu mặt sau tờ báo trong những tình huống tồi tệ, thường ước mình được đối xử tốt hơn vì ông là người chu cấp duy nhất cho gia đình. Giống như vợ mình, ông có xu hướng đối xử với "con dâu" tốt hơn con trai vì họ thích có con gái hơn (đặc biệt là so với đứa con trai ngốc nghếch biến thái của họ). Ông được lồng tiếng bởi Kenichi Ogata (loạt anime đầu tiên) và Toshio Furukawa (phần remake). 
Mẹ của Ataru (あたるの母, Ataru no Haha) là một bà nội trợ Nhật Bản điển hình. Trong những chương đầu, bà ấy thường than thở "Đáng lẽ tôi không bao giờ nên sinh ra nó" (産むんじゃなかった, Umun ja nakatta) khi Ataru, con trai bà gây ra một đống vấn đề. Bà Moroboshi thường xuyên xấu hổ trước những trò hề của Ataru đến nỗi bà sợ xuất hiện trước công chúng (vì lý do chính đáng, vì Ataru thường xuyên là nguồn tin đồn nhảm cho hàng xóm buôn chuyện), và đặc biệt sợ hãi việc đến trường của anh với tư cách là phụ huynh cho việc họp. Đôi khi bà mơ thấy một chàng trai trẻ đẹp trai (như Rei) sẽ đưa bà thoát khỏi cuộc sống khốn khổ. Nhiều lần bà ấy tỏ ra là một phần nguyên nhân tạo nên tính cách của Ataru, hành động ích kỷ, đổ lỗi và la hét (mặc dù thường xuyên thất vọng hơn). Mặc dù vậy, bà cũng thể hiện bản tính quan tâm của mình, chẳng hạn như tăng tiền ăn trưa cho chồng trong khi họ gần hết tiền. Bà được lồng tiếng bởi Tsumi Sakuma (loạt anime đầu tiên) và Keiko Toda (phần remake).

### Cha mẹ của Lum
Cha của Lum (ラムの父, Ramu no Chichi) là một con oni to lớn, mập mạp và có hơi ồn ào và đáng sợ. Tuy nhiên, ông cũng sợ vợ mình như Ataru sợ Lum, bằng chứng là lần bà ném chồng ra khỏi nhà khi ông nổi giận với bà vì  cố gắng bắt ông ăn kiêng. Mẹ của Lum (ラムの母, Ramu no Haha) là một phụ nữ xinh đẹp chỉ có thể nói bằng ngôn ngữ oni, xuất hiện trong manga dưới dạng gạch mạt chược và trong anime có phụ đề là chữ Hy Lạp. Trong anime, cô ấy có thể tạo ra những cú sốc điện giống như Lum. Cả cha và mẹ cô đều có thể bay, nhưng họ không bao giờ thể hiện bất kỳ sức mạnh rõ ràng nào khác. Cha của Lum được lồng tiếng bởi Ritsuo Sawa (loạt anime đầu tiên) và Rikiya Koyama (phần remake). Mẹ của Lum được lồng tiếng bởi Reiko Yamada (loạt anime đầu tiên) và Fumi Hirano (phần remake). 
Biệt động quân của Lum:
Biệt động quân của Lum (ラム親衛隊, Ramu Shin'eitai, "Vệ sĩ của Lum") là bốn chàng trai cùng lớp với Ataru, những người yêu Lum và đã thề sẽ bảo vệ cô khỏi Ataru. Họ là bạn thân nhưng cuối cùng lại thường xuyên đánh nhau khi tình huống liên quan đến Lum. Trong manga gốc, bốn nhân vật này không được đặt tên và ít xuất hiện hơn sau khi Mendo ra mắt.
- Megane (メガネ (Nhản Tinh Huynh)?): là thủ lĩnh của Biệt động quân, biệt danh có nghĩa là "kính mắt". Tên thật của anh là Satoshi (サトシ) được tiết lộ trong tập cuối cùng của anime. Là một otaku theo mọi nghĩa, anh ấy yêu Lum vô cùng và đã thề sẽ phục vụ cô. Megane có cá tính mạnh mẽ và thường chỉ đạo các kế hoạch Biệt động quân để thu hút sự chú ý của Lum (mặc dù chủ yếu là vì bản thân anh ta). Anh theo dõi chặt chẽ hành động của những thành viên để ngăn họ thích những cô gái khác và đảm bảo họ hoàn toàn trung thành với Lum. Mặc dù thường xuyên đối đầu với Ataru nhưng anh ấy thường đi chơi với Ataru khi rảnh rỗi. Anh ta thường thích những suy nghĩ và bộc phát triết học ồn ào, lan man, và dường như có bị hấp dẫn bởi chủ nghĩa phát xít và chủ nghĩa cộng sản. Anh ấy được lồng tiếng bởi Chiba Shigeru.
- Perm (パーマ (Kim Phát Huynh)?): là một trong những thành viên của đội, biệt danh của anh ấy bắt nguồn từ kiểu tóc của anh.  Anh cao và gầy (mặc dù trong manga anh ấy có hình dáng khá béo hơn) và tên thật của anh là Kosuke. Phiên bản nhân vật trong anime là trái ngược của Kosuke Shirai trong manga. Perm thể hiện sự phát triển tính cách nhiều nhất, bao gồm cả việc là người duy nhất trong đội có bạn gái rõ ràng. Anh được lồng tiếng bởi Akira Murayama.
- Chibi (チビ (Oải Tí Huynh)?): tên thật Akira (アキラ), là một thành viên thường thấy cùng với Kakugari. Biệt danh của anh ấy bắt nguồn từ chiều cao của anh; "chibi" có nghĩa là "nhỏ" hoặc "ngắn".  Anh là một đứa trẻ nhút nhát, hay khóc, nói với giọng khàn và thường bị những người còn lại trong nhóm đánh đập. Anh ấy cũng có hàm răng khểnh (mặc dù manga anh ấy không có điều này). Anh được lồng tiếng bởi Issei Futamata
- Kakugari (カクガリ (Bỡn Tí)?): tên thật Hiroyuki (ヒロユキ) , là một thành viên có thân hình to lớn. Biệt danh của anh bắt nguồn từ kiểu tóc của anh ấy; "kakugari" có nghĩa là "crew cut". Anh ta là người ít được thực dụng nhất trong đội, thường thấy cùng với Chibi. Anh cũng là người đánh Chibi nhiều nhất. Anh ấy được lồng tiếng bởi Shinji Nomura.